# Adam's family
Adam's family (een kijkje in het leven van de familie Curry) was van 2002 tot 2003 een docusoap op SBS6. De serie speelde rond het echtpaar Adam Curry en Patricia Paay en hun dochter Christina. Het commentaar in de serie was van Gert-Jan Dröge. Het is de eerste Nederlandse televisieserie in dit genre.
Om de opnames te maken stond het gezin toe dat er 24 uur per dag opnames werden gemaakt. Curry had de zeggenschap over de eindmontage. De opnames leverden het gezin een miljoen euro op.
Het gezin was op dat moment vermogend door het werk van Curry als dj voor MTV in de Verenigde Staten. De opnames werden gemaakt in hun kasteel in Brasschaat in de Belgische provincie Antwerpen, waar ze onder meer de beschikking hadden over een eigen helikopter.
Adam's family was geïnspireerd op de populaire serie The Osbournes op MTV rond het gezin van de leadzanger van Black Sabbath, Ozzy Osbourne. De series gaan op in een trend sinds de jaren negentig van realitysoaps als Big brother en Expeditie Robinson. Adam's family was de eerste Nederlandse televisieserie in dit genre. Later volgden docusoaps over Patty Brard, Frans Bauer en Jan Smit. In België speelde van 2002 tot 2012 de De Pfaffs (VTM) rondom het gezin van de voetbalkeeper Jean-Marie Pfaff.